# Tullio Levi-Civita
Tullio Levi-Civita (n. 29 martie 1873, Padova, Italia – d. 29 decembrie 1941, Roma, Regatul Italiei) a fost un matematician italian, cunoscut mai ales pentru contribuțiile sale în domeniul calculului tensorial și ale aplicațiilor acestuia în teoria relativității.
S-a mai preocupat și de domenii ca: matematică aplicată, mecanică cerească și hidrodinamică.